# Добрица (Горж)
Добрица (рум. Dobrița) насеље је у Румунији у округу Горж у општини Рунку. Oпштина се налази на надморској висини од 401 m.

## Становништво
Према подацима из 2002. године у насељу је живело 1256 становника, од којих су сви румунске националности.